# Grammy Award alla miglior interpretazione vocale R&B maschile
Il Grammy Award alla miglior interpretazione vocale R&B maschile (Grammy Award for Best Male R&B Vocal Performance) è un premio dei Grammy Award conferito dalla National Academy of Recording Arts and Sciences dal 1968 al 2011 per la qualità della migliore interpretazione vocale R&B maschile. 
Inizialmente conosciuta come Grammy Award alla miglior interpretazione vocale solista Rhythm and Blues, maschile (Best Rhythm and Blues Solo Vocal Performance, Male). 
Nell'ambito dell'importante revisione delle categorie Grammy, il premio è stato interrotto nel 2011. Le categorie miglior interpretazione vocale R&B femminile, miglior interpretazione vocale R&B maschile e miglior interpretazione vocale R&B di coppia o di gruppo sono passate alla categoria Grammy Award alla miglior interpretazione R&B. 

## Vincitori e candidati

### Anni 1960
- 1967
  - Ray Charles - Crying Time
  - James Brown - It's A Man's Man's Man's World

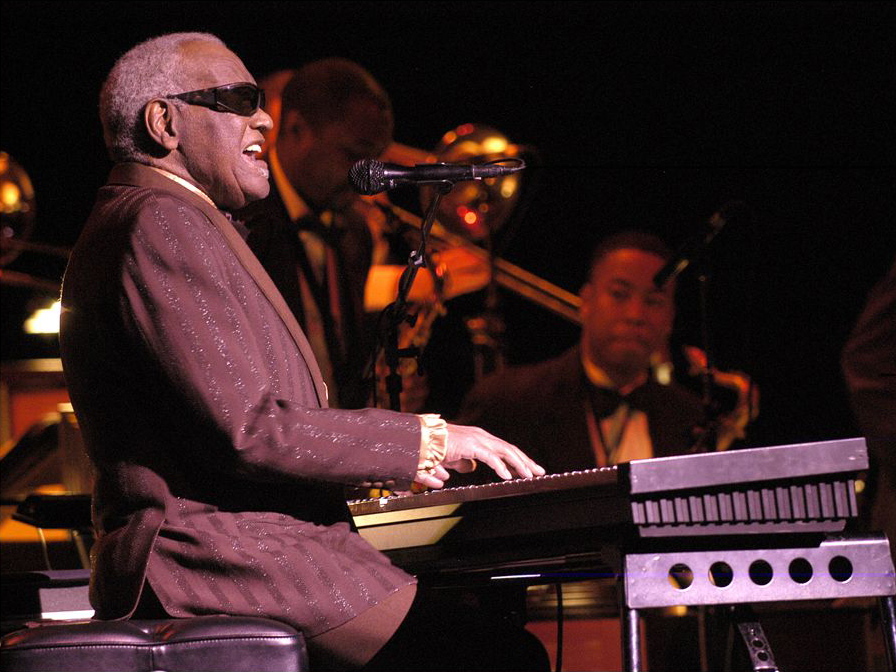
Ray Charles è stato il primo a ricevere il premio. In totale, ha vinto 3 volte in questa categoria.

  - Lou Rawls - Love Is a Hurtin' Thing
  - Stevie Wonder - Uptight (Everything's Alright)
  - Percy Sledge - When a Man Loves a Woman
- 1968
  - Lou Rawls - Dead End Street
  - Wilson Pickett - Funky Broadway
  - Jackie Wilson - Higher and Higher
  - Joe Tex - Skinny Legs and All
  - Otis Redding - Try A Little Tenderness
- 1969
  - Otis Redding - (Sittin' on) the Dock of the Bay
  - Stevie Wonder - For Once in My Life
  - Joe Simon - (You Keep Me) Hangin' On
  - Marvin Gaye - I Heard It Through the Grapevine
  - Johnnie Taylor - Who's Making Love

### Anni 1970
- 1970
  - Joe Simon - The Chokin' Kind
  - Ray Charles - Doing His Thing
  - Jerry Butler - The Ice Man Cometh
  - B.B. King - Live & Well

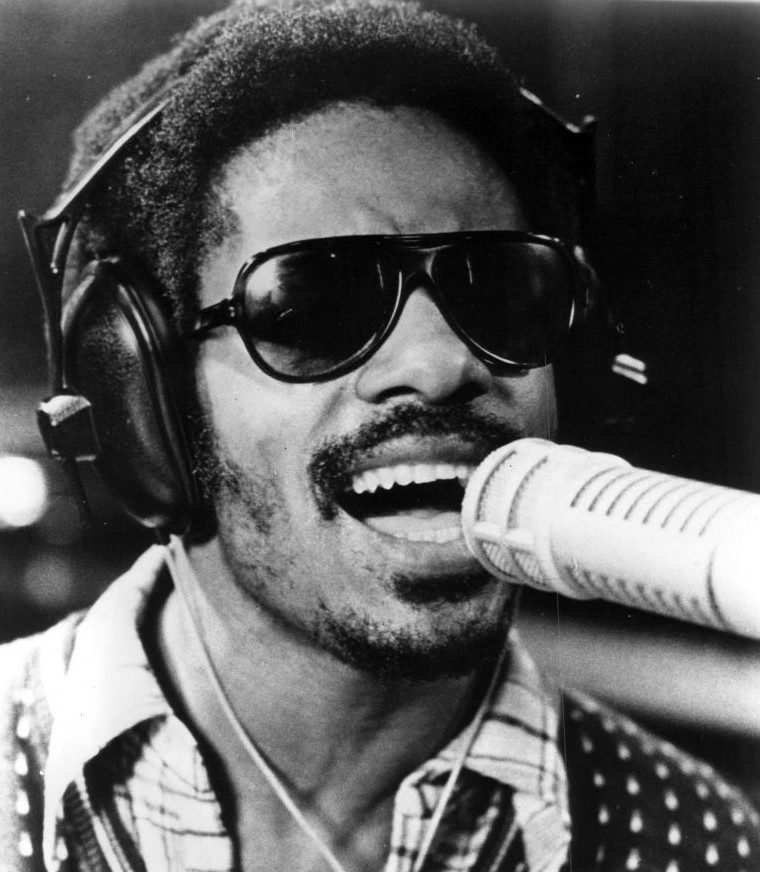
Stevie Wonder ha vinto 7 premi in questa categoria su un totale di 16 candidature. Record sia di candidature che di premi ricevuti.

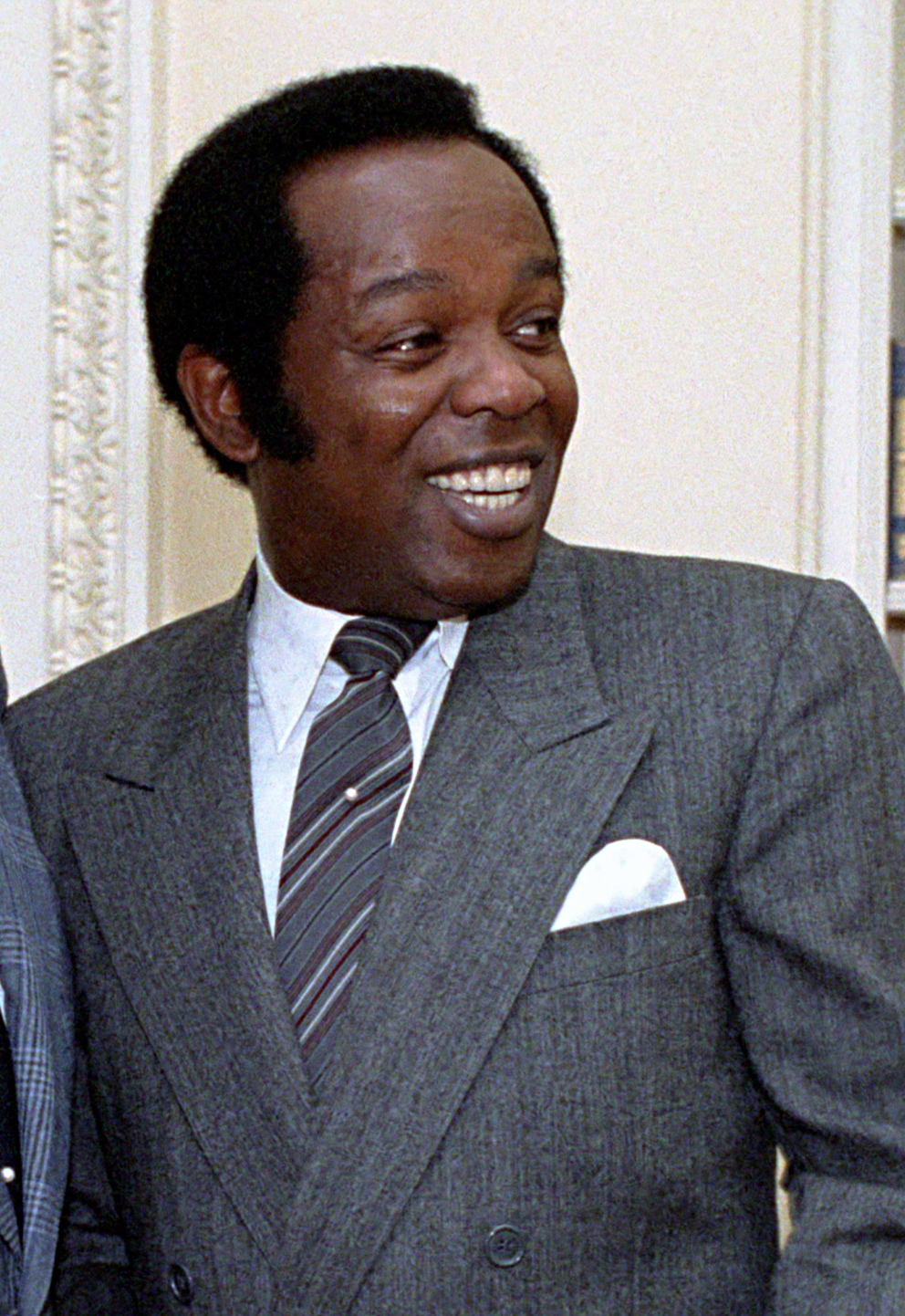
Lou Rawls ha vinto 3 volte, in questa categoria.

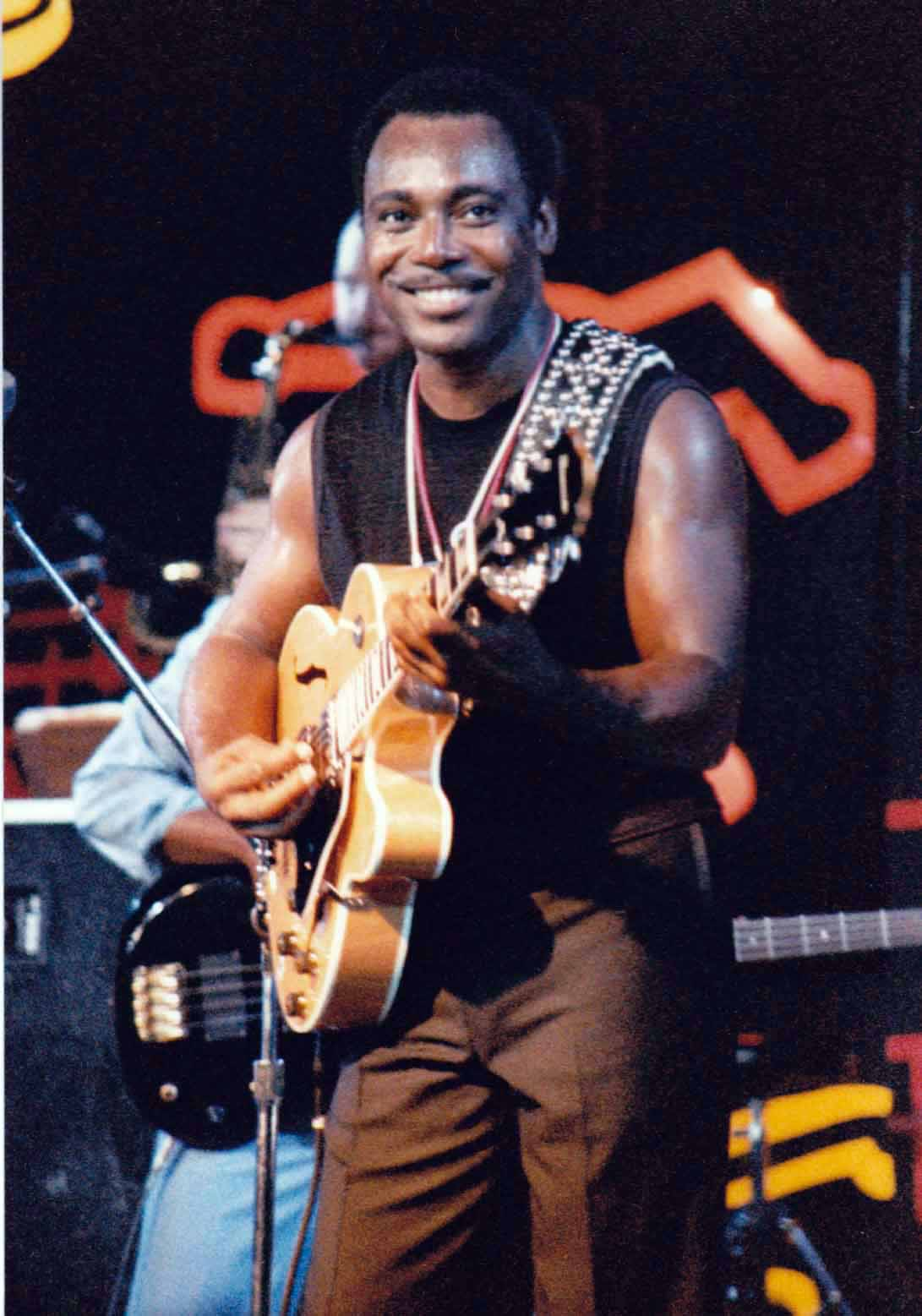
George Benson ha vinto 2 volte in questa categoria.

  - Lou Rawls - Your Good Thing (Is About to End)
- 1971
  - B.B. King - The Thrill Is Gone
  - Wilson Pickett - Get Me Back On Time, Engine Number 9
  - Clarence Carter - Patches
  - Stevie Wonder - Signed, Sealed, Delivered I'm Yours
  - Edwin Starr - War
- 1972
  - Lou Rawls - A Natural Man
  - B.B. King - Ain't Nobody Home
  - Marvin Gaye - Inner City Blues (Make Me Wanna Holler)
  - Isaac Hayes - Never Can Say Goodbye
  - Stevie Wonder - We Can Work It Out
- 1973
  - Billy Paul - Me and Mrs. Jones
  - Joe Simon - Drowning in the Sea of Love
  - Curtis Mayfield - Freddie's Dead
  - Joe Tex - I Gotcha
  - Ray Charles - Look What They've Done To My Song, Ma
- 1974
  - Stevie Wonder - Superstition
  - Al Green - Call Me (Come Back Home)
  - Barry White - I'm Gonna Love You Just a Little More Baby
  - Eddie Kendricks - Keep on Truckin'
  - Marvin Gaye - Let's Get It On
- 1975
  - Stevie Wonder - Boogie on Reggae Woman
  - Eddie Kendricks - Boogie Down
  - Johnny Bristol - Hang on in There Baby
  - Marvin Gaye - Marvin Gaye Live!
  - George McCrae - Rock Your Baby
- 1976
  - Ray Charles - Living for the City
  - Isaac Hayes - Chocolate Chip
  - Al Green - L.O.V.E.
  - Major Harris - Love Won't Let Me Wait
  - Ben E. King - Supernatural Thing, Part I
- 1977
  - Stevie Wonder - I Wish
  - Johnnie Taylor - Disco Lady
  - Lou Rawls - Groovy People
  - Joe Simon - I Need You, You Need Me
  - Marvin Gaye - I Want You
  - Boz Scaggs - Lowdown
- 1978
  - Lou Rawls - Unmistakably Lou
  - Johnny "Guitar" Watson - A Real Mother For Ya
  - Joe Tex - Ain't Gonna Bump No More (With No Big Fat Woman)
  - Marvin Gaye - Got To Give It Up (Part 1)
  - B.B. King - It's Just a Matter of Time
- 1979
  - George Benson - On Broadway
  - Teddy Pendergrass - Close the Door
  - Peter Brown - Dance with Me
  - Ray Charles - I Can See Clearly Now
  - Lou Rawls - When You Hear Lou, You've Heard It All

### Anni 1980
- 1980
  - Michael Jackson - Don't Stop 'Til You Get Enough
  - Smokey Robinson - Cruisin'
  - Isaac Hayes - Don't Let Go
  - George Benson - Love Ballad
  - Elton John - Mama Can't Buy You Love

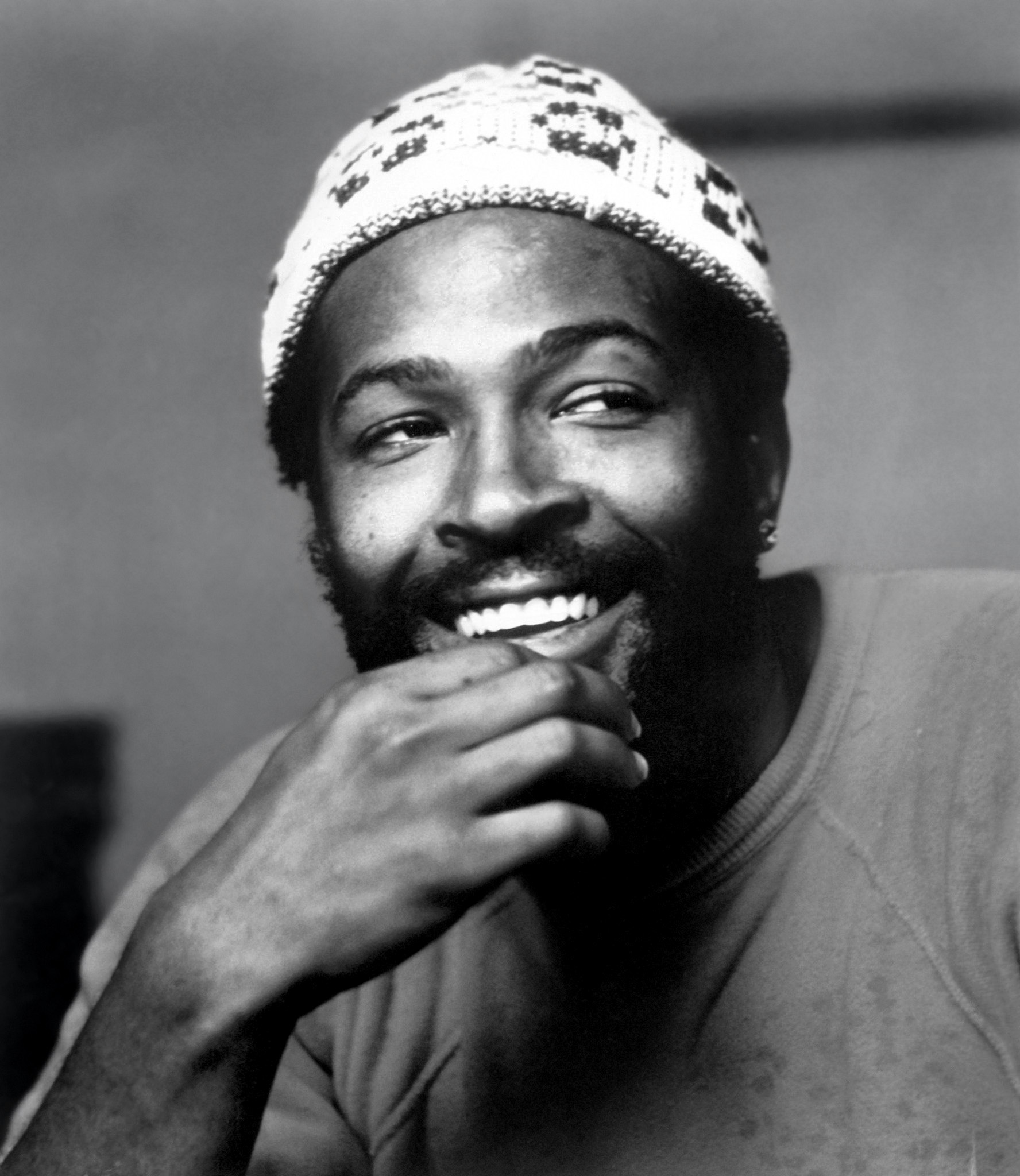
Marvin Gaye, vincitore nel 1983, è stato candidato 8 volte in questa categoria.

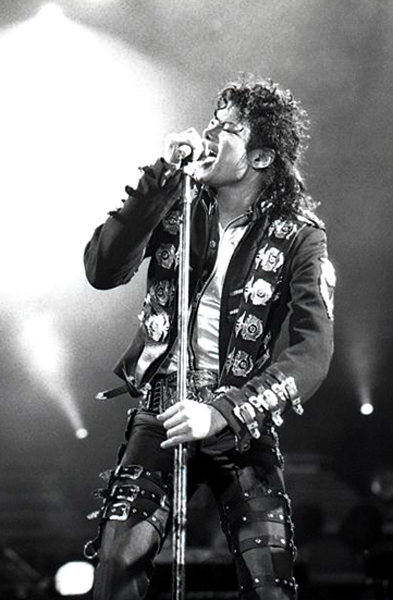
Michael Jackson ha vinto 2 volte in questa categoria.

  - Ray Charles - Some Enchanted Evening
- 1981
  - George Benson - Give Me the Night
  - Jermaine Jackson - Let's Get Serious
  - Stevie Wonder - Master Blaster (Jammin')
  - Al Jarreau - Never Givin' Up
  - Larry Graham - One in a Million You
- 1982
  - James Ingram - One Hundred Ways
  - Teddy Pendergrass - I Can't Live Without Your Loveù
  - Luther Vandross - Never Too Much
  - Carl Carlton - She's a Bad Mama Jama (She's Built, She's Stacked)
  - Rick James - Street Songs
- 1983
  - Marvin Gaye - Sexual Healing
  - Stevie Wonder - Do I Do
  - Luther Vandross - Forever, for Always, for Love
  - Ray Parker Jr. - The Other Woman
  - George Benson - Turn Your Love Around
- 1984
  - Michael Jackson - Billie Jean
  - Prince - International Lover
  - Marvin Gaye - Midnight Love
  - James Ingram - Party Animal
  - Jeffrey Osborne - Stay With Me Tonight
- 1985
  - Billy Ocean - Caribbean Queen (No More Love on the Run)
  - Jeffrey Osborne - Don't Stop
  - Bill Withers - In the Name of Love
  - James Ingram - It's Your Night
  - Stevie Wonder - The Woman In Red
- 1986
  - Stevie Wonder - In Square Circle
  - Philip Bailey - Chinese Wall
  - Al Jarreau - High Crime
  - Luther Vandross - The Night I Fell in Love
  - Freddie Jackson - You Are My Lady
- 1987
  - James Brown - Living in America
  - Luther Vandross - Give Me The Reason
  - Billy Ocean - Love Zone
  - Oran "Juice" Jones - The Rain
  - Al Jarreau - Since I Fell For You
- 1988
  - Smokey Robinson - Just to See Her
  - Michael Jackson - Bad
  - Wilson Pickett - In The Midnight Hour
  - Jonathan Butler - Lies
  - Stevie Wonder - Skeletons
- 1989
  - Terence Trent D'Arby - Introducing the Hardline According to Terence Trent D'Arby
  - Luther Vandross - Any Love
  - Stevie Wonder - Characters
  - Teddy Pendergrass - Joy
  - Al B. Sure! - Nite and Day

### Anni 1990
- 1990
  - Bobby Brown - Every Little Step
  - Prince - Batdance
  - Al Jarreau - Heart's Horizon

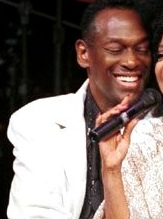
Luther Vandross ha vinto 4 volte in questa categoria. Ha, inoltre, ricevuto un totale di 15 candidature.

  - Luther Vandross - She Won't Talk to Me
  - Smokey Robinson - We've Saved the Best for Last
- 1991
  - Luther Vandross - Here and Now
  - Johnny Gill - Johnny Gill
  - Al B. Sure! - Misunderstanding
  - Tevin Campbell - Round and Round
  - Babyface - Whip Appeal
- 1992
  - Luther Vandross - Power of Love/Love Power
  - Peabo Bryson - Can You Stop the Rain
  - Stevie Wonder - Gotta Have You
  - Teddy Pendergrass - How Can You Mend A Broken Heart?
  - Keith Washington - Kissing You
  - James Brown - Love Over-Due
- 1993
  - Al Jarreau - Heaven and Earth
  - Bobby Brown - Humpin' Around
  - Michael Jackson - Jam
  - Peabo Bryson - Lost in the Night
  - Tevin Campbell - T.E.V.I.N.
- 1994
  - Ray Charles - A Song for You
  - Tevin Campbell - Can We Talk
  - Babyface - For the Cool in You
  - Luther Vandross - How Deep Is Your Love
  - Teddy Pendergrass - Voodoo
- 1995
  - Babyface - When Can I See You
  - Luther Vandross - Always and Forever
  - Tevin Campbell - I'm Ready
  - Barry White - Practice What You Preach
  - Al Jarreau - Wait for the Magic
- 1996
  - Stevie Wonder - For Your Love
  - Barry White - Baby's Home
  - D'Angelo - Brown Sugar
  - Prince - I Hate U
  - Montell Jordan - This Is How We Do It
- 1997
  - Luther Vandross - Your Secret Love
  - Al Green - A Change Is Gonna Come
  - D'Angelo - Lady
  - Tony Rich Project - Like a Woman
  - Curtis Mayfield - New World Order
- 1998
  - R. Kelly - I Believe I Can Fly
  - Curtis Mayfield - Back To Living Again
  - Kenny Lattimore - For You
  - Luther Vandross - When You Call On Me / Baby That's When I Come Runnin'
  - Usher - You Make Me Wanna...
- 1999
  - Stevie Wonder - St. Louis Blues
  - Luther Vandross - I Know
  - Maxwell - Maybe You
  - Usher - My Way
  - Brian McKnight - The Only One for Me

### Anni 2000
- 2000
  - Barry White - Staying Power
  - Peabo Bryson - Did You Ever Know
  - Maxwell - Fortunate
  - Tyrese - Sweet Lady
  - R. Kelly - When A Woman's Fed Up
- 2001

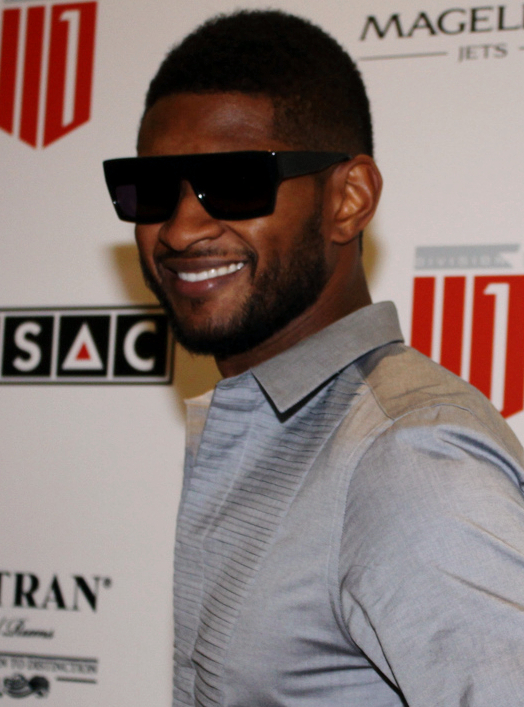
Usher ha vinto 3 volte, in questa categoria, su 8 candidature.

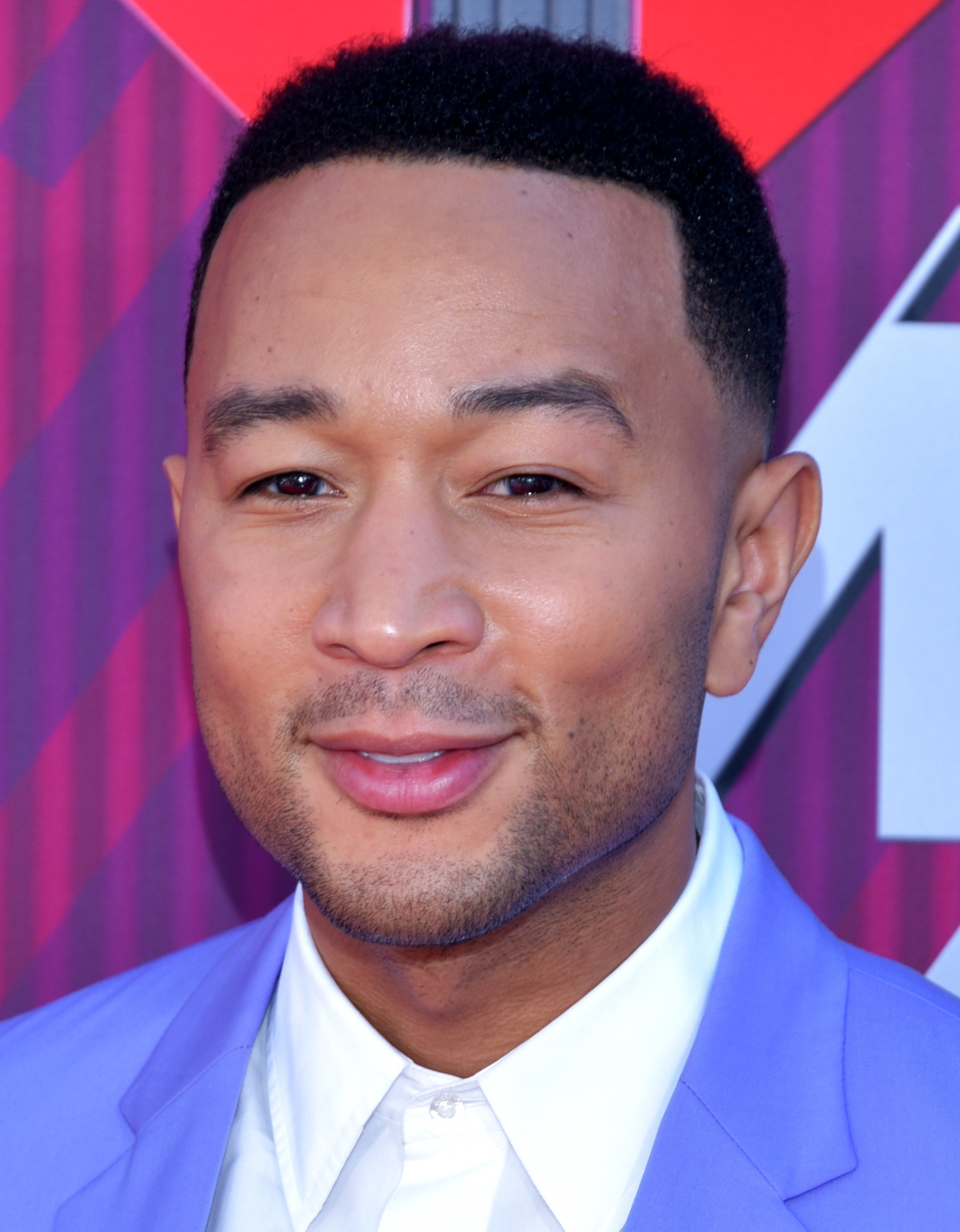
John Legend ha vinto 2 volte in questa categoria.

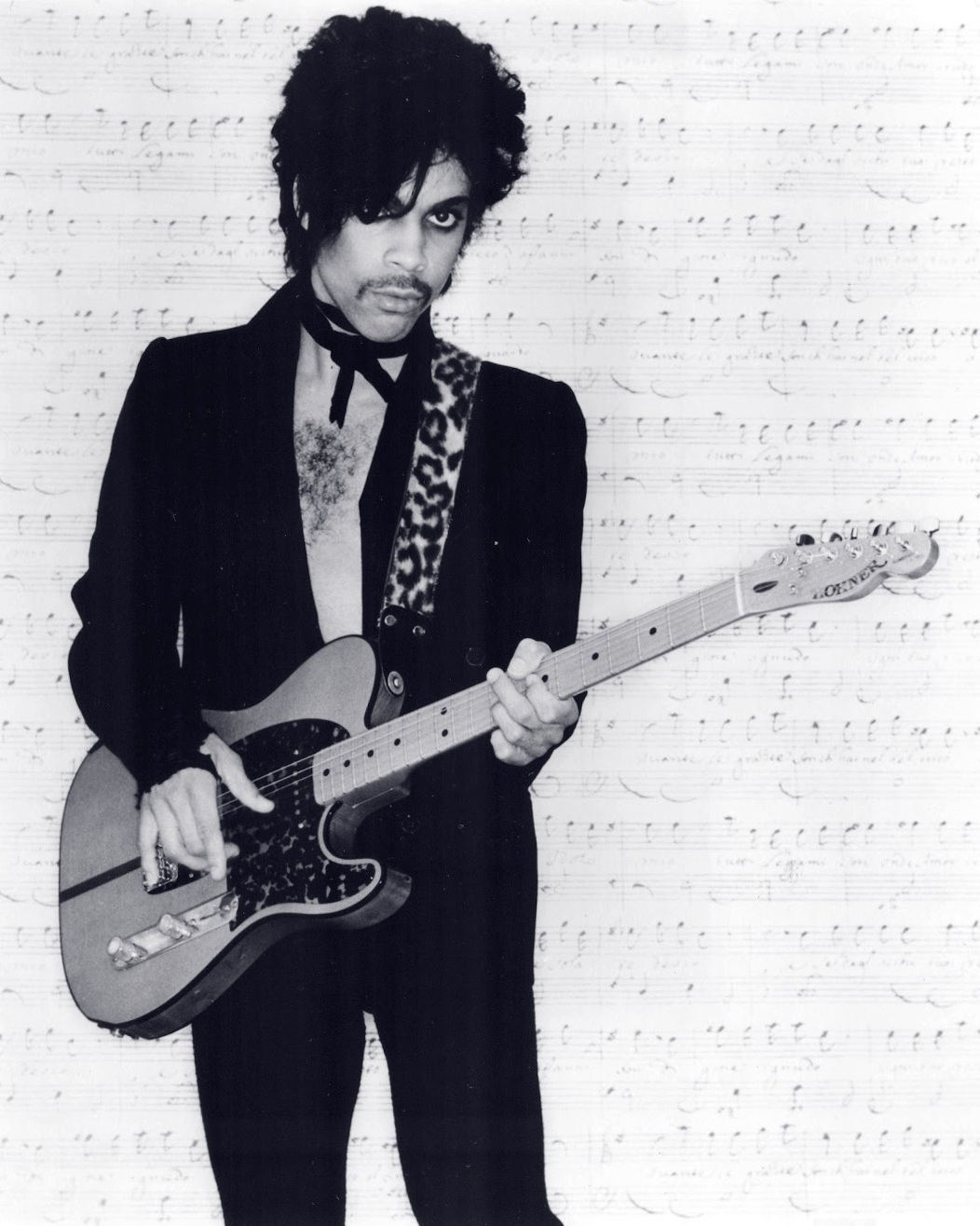
Prince ha vinto 2 volte in questa categoria.

  - D'Angelo - Untitled (How Does It Feel)
  - Joe - I Wanna Know
  - R. Kelly - I Wish
  - Brian McKnight - Stay or Let It Go
  - Sisqó - Thong Song
- 2002
  - Usher - U Remind Me
  - Maxwell - Lifetime
  - Musiq Soulchild - Love
  - Brian McKnight - Love of My Life
  - Case - Missing You
- 2003
  - Usher - U Don't Have to Call
  - Musiq Soulchild - Halfcrazy
  - Joe - Let's Stay Home Tonight
  - Remy Shand - Take a Message
  - R. Kelly - The World's Greatest
- 2004
  - Luther Vandross - Dance with My Father
  - Tyrese - How You Gonna Act Like That
  - Brian McKnight - Shoulda, Woulda, Coulda
  - R. Kelly - Step in the Name of Love
  - Ruben Studdard - Superstar
- 2005
  - Prince - Call My Name
  - Usher - Burn
  - Anthony Hamilton - Charlene
  - R. Kelly - Happy People
  - Brian McKnight - What We Do Here
- 2006
  - John Legend - Ordinary People
  - Jamie Foxx - Creepin'
  - Mario - Let Me Love You
  - Stevie Wonder - So What the Fuss
  - Usher - Superstar
- 2007[1]
  - John Legend - Heaven
  - Prince - Black Sweat
  - Luther Vandross - Got You Home
  - Lionel Richie - I Call It Love
  - Ne-Yo - So Sick
- 2008[2]
  - Prince - Future Baby Mama
  - Ne-Yo - Because of You
  - Musiq Soulchild - B.U.D.D.Y.
  - Tank - Please Don't Go
  - Raheem DeVaughn - Woman
- 2009[3]
  - Ne-Yo - Miss Independent
  - Trey Songz - Can't Help but Wait
  - Usher - Here I Stand
  - Chris Brown - Take You Down
  - Eric Benét - You're the Only One

### Anni 2010
- 2010[4]
  - Maxwell - Pretty Wings
  - Anthony Hamilton - The Point Of It All
  - Musiq Soulchild - SoBeautiful
  - Charlie Wilson - There Goes My Baby
  - Pleasure P - Under
- 2011[5]
  - Usher - There Goes My Baby
  - Jaheim - Finding My Way Back
  - El DeBarge - Second Chance
  - Musiq Soulchild - We're Still Friends
  - Kem - Why Would You Stay